# Суньер II (граф Ампурьяса)
Сунье́р II (кат. Sunyer II) (умер в 915) — граф Ампурьяса (862—915) и Руссильона (896—915), представитель Ампурьясской династии.

## Биография

### Начало правления
Суньер II был старшим сыном графа Ампурьяса и Руссильона Суньера I. О жизни Суньера между 848 годом, датой гибели его отца, и 862 годом, когда он получил от короля Западно-Франкского государства Карла II Лысого власть над Ампурьясом, ничего не известно. Став владельцем графства, вакантного после смещения со своего поста маркграфа Готии Гумфрида, граф Суньер II сделал своего брата Делу соправителем, возможно, передав тому часть своих полномочий. Предполагается, что король хотел отдать Суньеру и Барселонское графство, однако затем передал это владение графу Бернару Готскому. При реорганизации Готской марки, проведённой Карлом II Лысым в 865 году, графство Ампурьяс вошло в состав Испанской марки.
О первых годах правления Суньера II ничего не известно: первая сохранившаяся до наших дней хартия, подписанная им как графом Ампурьяса, датирована 879 годом. На основе этого ряд историков предполагает, что Суньер мог получить Ампурьяс значительно позднее 862 года, например, в 878 году, после подавления мятежа Бернара Готского.

### Схизма Эсклуа

Каталонские графства в IX—XII веках

В 886—892 годах графы Ампурьяса Суньер II и Дела были одними из основных действующих лиц так называемой схизмы Эсклуа, которая привела к политическому и церковному кризису в Испанской марке.
Начало схизме положило изгнание в 886 году гасконцем Эсклуа недавно рукоположённого в сан епископа Урхеля Ингоберта. Помощь в этом ему оказали графы Ампурьяса Суньер II и Дела, а также граф Пальярса и Рибагорсы Рамон I. Попытка Ингоберта с помощью архиепископа Нарбонны святого Теодарда вернуться на урхельскую кафедру закончилась неудачей, несмотря на осуждение в 887 году Эсклуа церковным собором в городе Порт (около Нима). В 888 году по просьбе Суньера II и Делы Эсклуа изгнал из Жиронской епархии епископа Сервуса Деи, врага правителей Ампурьяса, и возвёл на местную кафедру графского ставленника Эрмериха. Требование Эсклуа о создании особого архиепископства для епархий Испанской марки нашло поддержку среди большинства светских владетелей и церковных иерархов Каталонии. Это позволило неканоническому епископу Урхеля несколько лет управлять епархией, несмотря на неоднократные осуждения его соборами, проводимыми по инициативе архиепископа Теодарда.
Видя бездеятельность в конфликте графа Барселоны Вифреда I Волосатого, графы Ампурьяса посчитали, что безнаказанно смогут расширить свои владения за счёт земель Барселонского графства. В 889 году Суньер II в сопровождении Эрмериха совершил поездку в Орлеан ко двору короля Западно-Франкского государства Эда. Суньер принёс вассальную клятву Эду, в ответ получив от короля хартию, легитимизировавшую вступление на кафедру Жироны Ингоберта и объявлявшую графов Ампурьяса покровителями Жиронской епархии. Посещение графом Суньером II короля Эда — единственная поездка одного из светских правителей Каталонии ко двору этого монарха. По возвращении Суньера из Орлеана графы Ампурьяса, опираясь на полученную ими королевскую хартию, захватили принадлежавшее Вифреду Волосатому графство Жирона, новым правителем которого был поставлен граф Дела.
Угроза собственным владениям заставила графа Барселоны предпринять решительные действия: уже в 890 году он изгнал графов Ампурьяса из Жироны и оказал помощь противникам Эсклуа. В течение следующих двух лет представители обеих сторон предпринимали различные меры, чтобы заручиться влиятельным союзниками, однако, после того, как об осуждении Эсклуа заявили король Эд и папа римский Формоз, перевес получили противники Эсклуа. На соборе, состоявшемся в 892 году в Сео-де-Уржеле, все духовные и светские лица, замешанные в схизме, были осуждены: Эсклуа, вместе с поставленным им Эрмерихом Жеронским, сложил с себя сан епископа, графы Суньер II, Дела и Рамон I, возможно, были отлучены от церкви, но сохранили все свои владения.

### Поход на Печину
К 891 году относится единственное содержащееся в исторических источниках сообщение о военной деятельности Суньера II. В этом году граф Ампурьяса организовал поход на мусульманскую торговую республику Печину, жители которой регулярно совершали пиратские нападения на прибрежные земли христиан в западном Средиземноморье. Согласно свидетельствам испано-мусульманских хронистов, войско графа Суньера II прибыло к Печине на 15 кораблях и осадило один из её пригородов, Аль-Марийю. Военные действия были прекращены только после того, как мусульмане согласились заключить мир с Суньером, дав клятву отказаться от нападений на христианские области и заплатив выкуп за пленных, захваченных воинами графа Ампурьяса. После заключения этого мира пираты из Печины не тревожили владения христиан в течение более чем двадцати лет.

### Присоединение Руссильона
В 894 или 895 году умер граф Дела, брат и соправитель Суньера II, после чего тот стал единовластным правителем Ампурьяса. В 896 году скончался граф Конфлана и Руссильона Миро Старый, на единственной дочери которого, Готлане, был женат старший сын графа Ампурьяса, Бенсио. Это позволило Суньеру присоединить к своим владения часть земель умершего — графство Руссильон. Таким образом, через 48 лет после смерти графа Суньера I его сыну вновь удалось объединить под своей властью все отцовские владения.

### Последние годы
О последних годах правления Суньера II известно не очень много. Из актов поместного собора Нарбоннского архидиоцеза, состоявшегося в Жонкьере в 909 году, известно о церковном отлучении, наложенном архиепископом Нарбонны Арнустом на графа Суньера, на его сыновей и их жён, а также на всех графских вассалов. Возможно, именно конфликт с графом Ампурьяса и Руссильона стал причиной убийства Арнуста в июле 912 года во время его пастырской поездки по владениям Суньера II.
Граф Ампурьяса и Руссильона Суньер II умер в 915 году. Новым правителем обоих графств стал его старший сын Бенсио.

### Семья
Суньер II был женат на Эрменгарде (умерла ранее 10 апреля 931), происхождение которой неизвестно. Детьми от этого брака были:
- Бенсио (умер в 916) — граф Ампурьяса (915—916)
- Госберт (умер в 931) — граф Ампурьяса и Руссильона (916—931)
- Элмерад (умер в 920) — епископ Эльны (916—920)
- Гуадаль[кат.] (умер в 947) — епископ Эльны (920—947)
- Арсинда (умерла ранее 10 апреля 931) — жена виконта Нарбонны Франкона II (умер в 924)